# Consulta popular
Les consultes populars o sufragis populars, en dret constitucional i en la història constitucional, són deliberacions públiques preses pel poble (presa de decisions) com a cos electoral i cos de legislació. Hi ha diferents tipus de consultes que es prenen en l'exercici d'una forma de participació política, i cada vegada el poble arriba a la decisió de forma directa sobre alguna cosa sotmès a la seva voluntat, tant els òrgans de l'Estat que els ciutadans exerceixen una forma de democràcia directa.
De tal manera consultes populars tindran lloc com parèntesi de democràcia representativa, només en els països on el dret constitucional reconeix la sobirania popular.

## Modernes consultes populars
- Decisió de la votació, sobre els electes, reglada per la constitució i les lleis que determina el sistema electoral.[3]
- Decisió de la iniciativa legislativa (ang.  citizen's initiative ), sobre un projecte de llei
- Decisió d'una petició, sobre una sol·licitud
- Decisió d'un plebiscit. sobre una proposta o una controvèrsia política
- Decisió de la revocatòria del mandat o  referèndum revocatori , sobre un funcionari electe (ang.  election recall )
- Decisió del referèndum, sobre una proposta de llei específica.

No s'inclou l'opinió recollida a les enquestes, fins que no seran reconegudes per una llei constitucional

## Antigues consultes populars
A les institucions del dret antic no es distingeix entre un poble elector i un poble legislador.
- Deliberació de la Boulé, antic consell grec de ciutadans.[4]
- Deliberació legislatives dels comicis de la República Romana.[5]
- Volksbefragung: referèndum no vinculant de tradició germànica.[6]